# Alexander Nikolajewitsch Berkutow
Alexander Nikolajewitsch Berkutow (russisch Александр Николаевич Беркутов; * 21. Mai 1933; † am oder vor dem 7. November 2012) war ein Ruderer aus der Sowjetunion. Er gewann zwei olympische Medaillen.

## Karriere
Bei der sowjetischen Meisterschaft 1954 gewann der für Dynamo Moskau startende Berkutow den Meistertitel im Einer. Im Jahr darauf siegte Juri Tjukalow vor Berkutow und dem jungen Wjatscheslaw Iwanow. Nachdem Iwanow 1956 sowjetischer Meister wurde, wichen Tjukalow und Berkutow in den Doppelzweier aus. Sie wurden 1956 Europameister und siegten auch bei den Olympischen Spielen 1956 in Melbourne.
Berkutow und Tjukalow wurden von 1957 bis 1959 Europameister, wobei sie 1959 vor dem tschechoslowakischen Boot mit Václav Kozák und Pavel Schmidt gewannen. Bei den Olympischen Spielen 1960 unterlagen die Russen gegen Kozák und Schmidt. 1961 bei der Europameisterschaft gewannen dann wieder Berkutow und Tjukalow, die Tschechoslowaken wurden Dritte.
Nach seiner Karriere wurde Berkutow Rudertrainer.

## Erfolge

### Olympische Spiele
- 1956: Gold im Doppelzweier
- 1960: Silber im Doppelzweier

### Europameisterschaften
- 1956: Gold im Doppelzweier
- 1957: Gold im Doppelzweier
- 1958: Gold im Doppelzweier
- 1959: Gold im Doppelzweier
- 1961: Gold im Doppelzweier